# Zvonice v Belgii a Francii

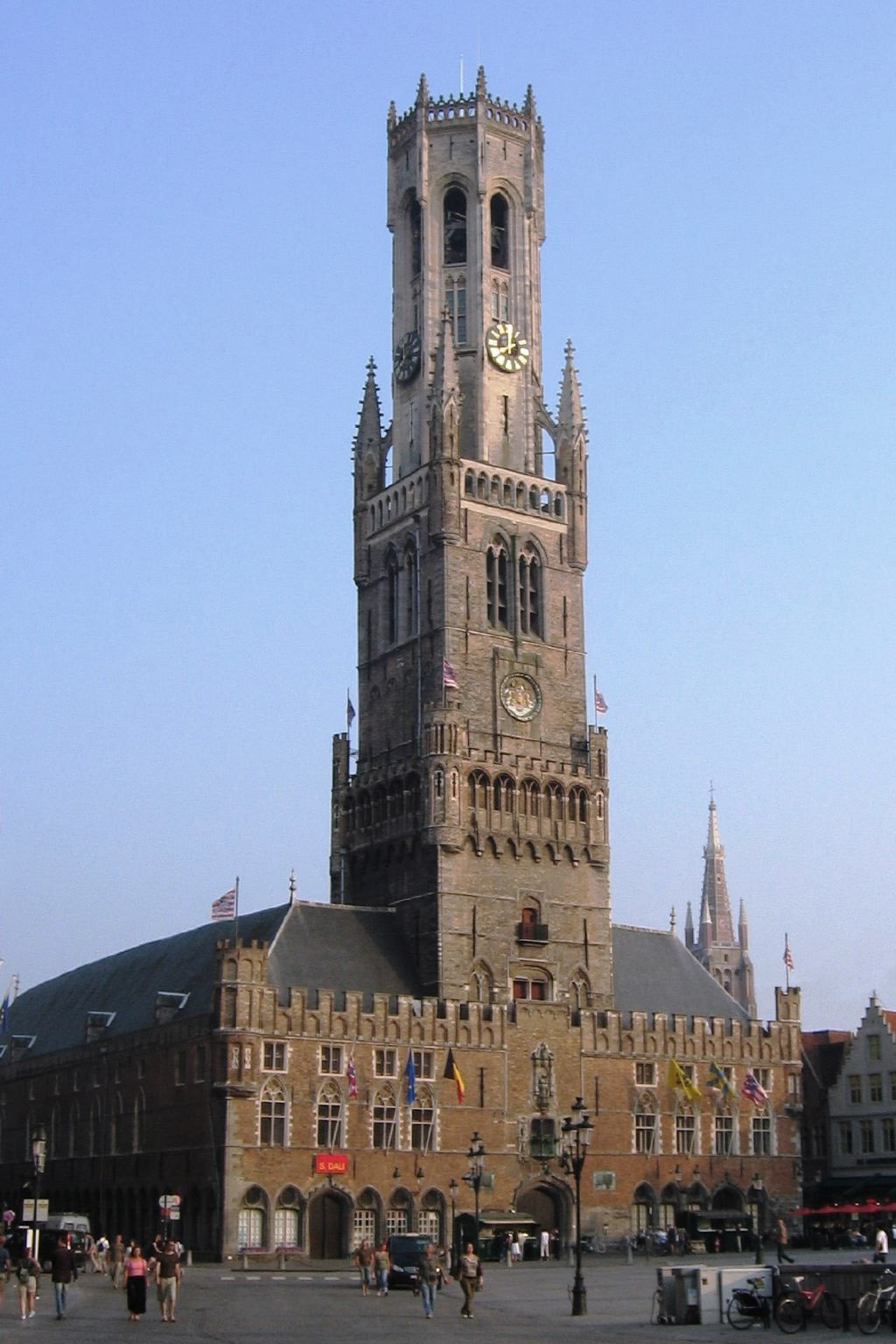
Věž Belfried v Bruggách

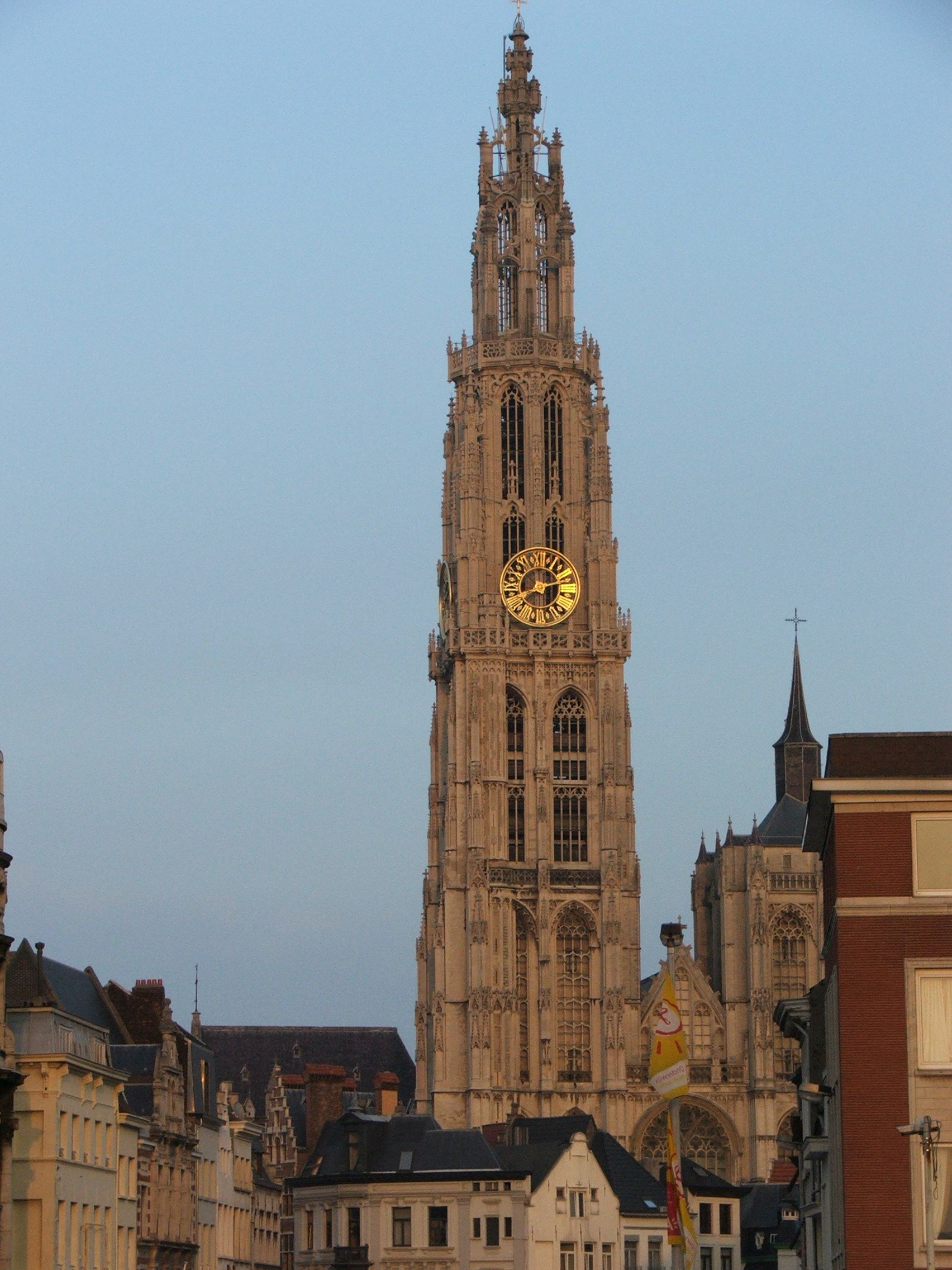
Věž Katedrála Panny Marie v Antverpách

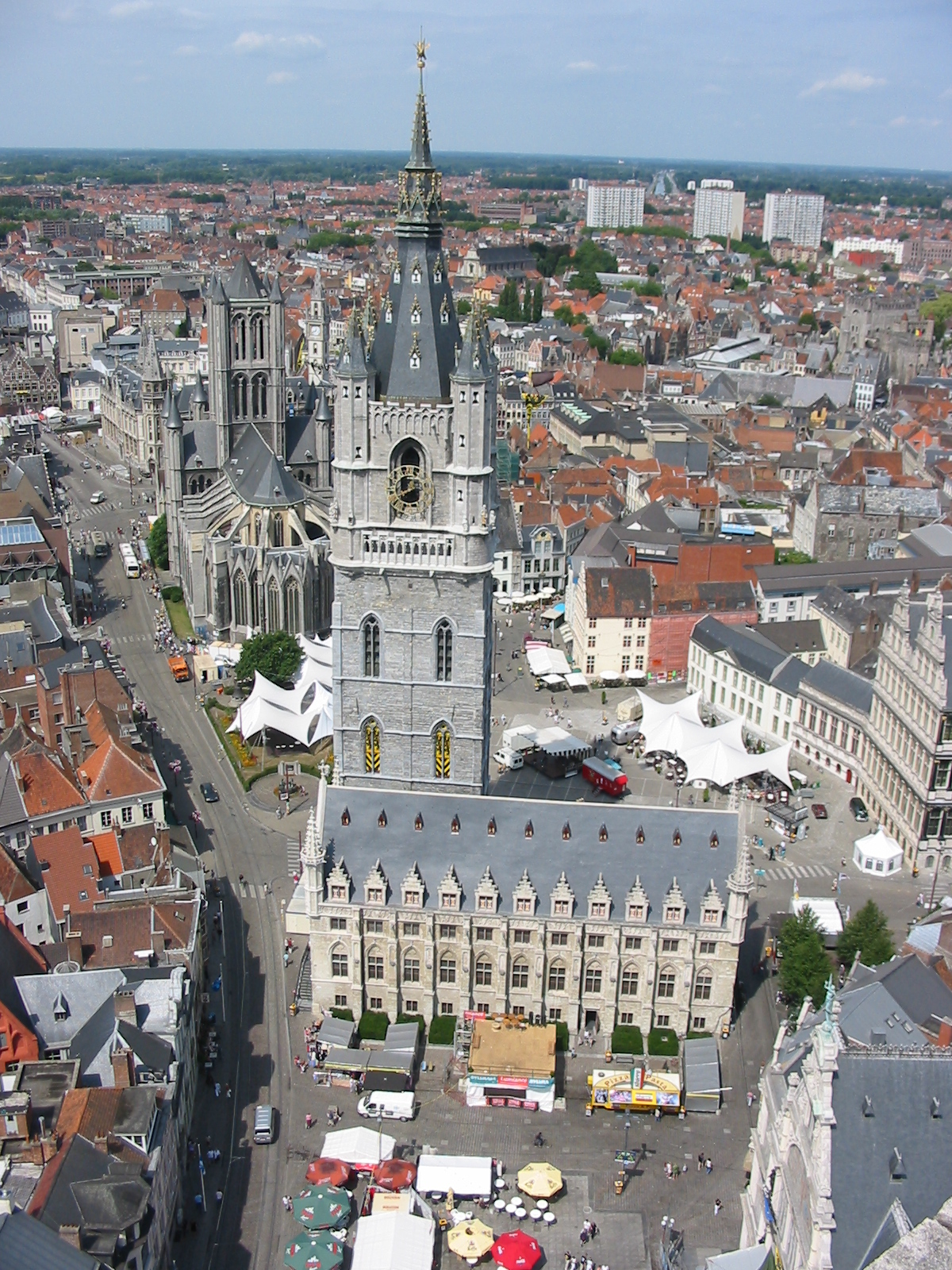
Zvonice v Gentu

Zvonice v Belgii a Francii je skupina 56 zvonic ležících v těchto státech, které byly zapsány pro svou mimořádnou architektonickou i historickou hodnotu na Seznam světového dědictví UNESCO. Zvonice jsou často součástí různých staveb jako katedrál či radnic, avšak nemalou část všech zvonic tvoří samostatně stojící zvonice.
Nejprve bylo v roce 1999 32 belgických zvonic na seznam zapsáno jako Zvonice Flander a Valonska. V roce 2005 byla přidána další belgická zvonice a 23 zvonic ze severofrancouzských regionů Nord-Pas-de-Calais a Pikardie; seznam byl také příslušně přejmenován.

## Belgie
ID čísla odpovídají seznamu UNESCA.

### Flandry

#### Antverpy
| ID 943-002 | Antverpy  | Katedrála Panny Marie                     | 51°13′13,62″ s. š., 4°24′2,25″ v. d.  |
| ID 943-003 | Antwerpy  | Budova radnice se zvonicí                 | 51°13′16,55″ s. š., 4°23′57,43″ v. d. |
| ID 943-009 | Herentals | Budova radnice se zvonicí                 | 51°10′37,06″ s. š., 4°50′10,09″ v. d. |
| ID 943-013 | Lier      | Budova radnice se zvonicí                 | 51°7′51,93″ s. š., 4°34′11,57″ v. d.  |
| ID 943-016 | Mechelen  | Katedrála svatého Rumolda                 | 51°1′43,74″ s. š., 4°28′41,75″ v. d.  |
| ID 943-015 | Mechelen  | Budova bývalé tržnice se suknem s hláskou | 51°1′40,62″ s. š., 4°28′52,57″ v. d.  |

#### Západní Flandry
| ID 943-004 | Bruggy     | Věž Belfried              | 51°12′29,64″ s. š., 3°13′29,26″ v. d. |
| ID 943-006 | Diksmuide  | Budova radnice se zvonicí | 51°2′0,69″ s. š., 2°51′52,59″ v. d.   |
| ID 943-011 | Kortrijk   | Zvonice                   | 50°49′39,21″ s. š., 3°15′56,13″ v. d. |
| ID 943-014 | Lo-Reninge | Bývalá radnice se zvonicí | 50°58′50,22″ s. š., 2°44′57,18″ v. d. |
| ID 943-017 | Menen      | Budova radnice se zvonicí | 50°47′46,02″ s. š., 3°7′13,76″ v. d.  |
| ID 943-018 | Nieuwpoort | Budova tržnice se zvonicí | 51°7′44,92″ s. š., 2°45′7,54″ v. d.   |
| ID 943-020 | Roeselare  | Budova radnice se zvonicí | 50°56′40,46″ s. š., 3°7′27,77″ v. d.  |
| ID 943-022 | Tielt      | Zvonice                   | 51°0′1,31″ s. š., 3°19′37,32″ v. d.   |
| ID 943-025 | Veurne     | Budova radnice se zvonicí | 51°4′22,1″ s. š., 2°39′42,03″ v. d.   |
| ID 943-010 | Ypry       | Budova tržnice se zvonicí | 50°51′3,83″ s. š., 2°53′7,63″ v. d.   |

#### Východní Flandry
| ID 943-001 | Aalst       | Budova bývalé radnice se zvonicí | 50°56′18,68″ s. š., 4°2′18,75″ v. d. |
| ID 943-005 | Dendermonde | Budova radnice se zvonicí        | 51°1′51,77″ s. š., 4°5′55,01″ v. d.  |
| ID 943-007 | Eeklo       | Budova radnice se zvonicí        | 51°11′4,5″ s. š., 3°33′58,87″ v. d.  |
| ID 943-008 | Gent        | Zvonice                          | 51°3′13,22″ s. š., 3°43′29,29″ v. d. |
| ID 943-019 | Oudenaarde  | Budova radnice se zvonicí        | 50°50′37,54″ s. š., 3°36′13,4″ v. d. |

#### Vlámský Brabant
| ID 943-012 | Leuven    | Kostel sv. Petra          | 50°52′46,58″ s. š., 4°42′2,69″ v. d. |
| ID 943-023 | Tienen    | Městská budova se zvonicí | 51°0′1,36″ s. š., 3°19′37,45″ v. d.  |
| ID 943-026 | Zoutleeuw | Kostel sv. Linharta       | 50°49′59,83″ s. š., 5°6′10,92″ v. d. |

#### Limburk
| ID 943-021 | Sint-Truiden | Budova radnice se zvonicí | 50°48′55,6″ s. š., 5°11′9,93″ v. d.   |
| ID 943-024 | Tongeren     | Bazilika Panny Marie      | 50°46′50,85″ s. š., 5°27′51,14″ v. d. |

### Valonsko

#### Henegavsko
| ID 943-027 | Binche    | Budova radnice se zvonicí | 50°24′38,47″ s. š., 4°9′56,05″ v. d.  |
| ID 943-028 | Charleroi | Budova radnice se zvonicí | 50°24′42,87″ s. š., 4°26′38,05″ v. d. |
| ID 943-029 | Mons      | Zvonice                   | 50°27′14,7″ s. š., 3°56′59,88″ v. d.  |
| ID 943-031 | Thuin     | Zvonice                   | 50°20′22,75″ s. š., 4°17′11,67″ v. d. |
| ID 943-032 | Tournai   | Zvonice                   | 50°36′20,69″ s. š., 3°23′16,84″ v. d. |

#### Namur
| ID 943-056 | Gembloux | Zvonice | 50°33′38,59″ s. š., 4°41′34,56″ v. d. |
| ID 943-030 | Namur    | Zvonice | 50°27′49,85″ s. š., 4°52′1,39″ v. d.  |

## Francie

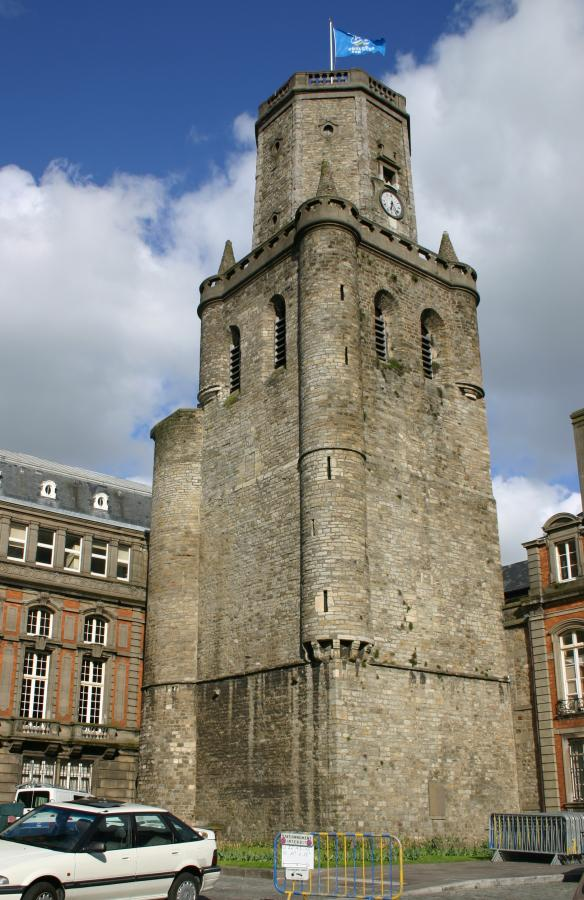
Boulogne-sur-Mer

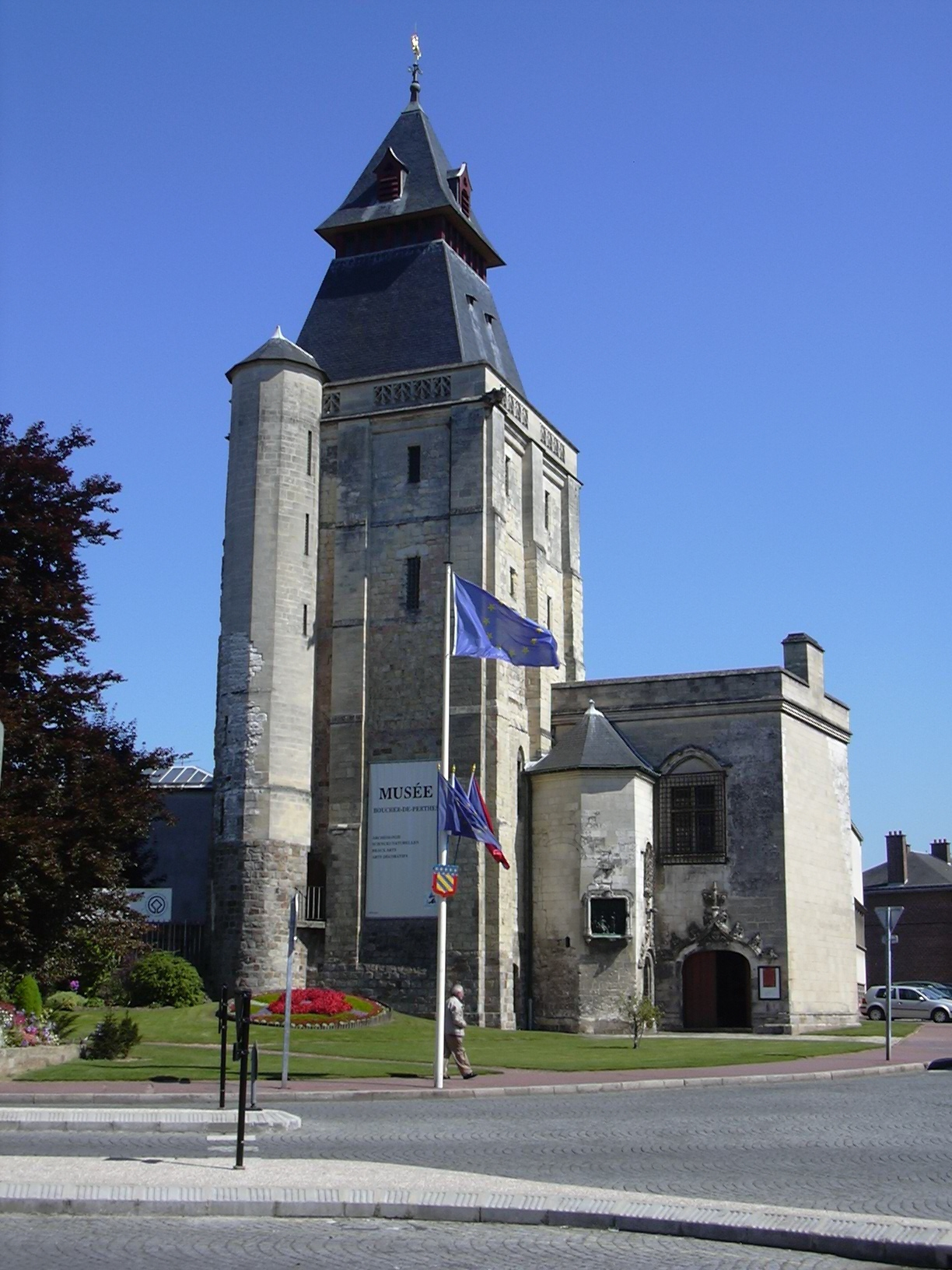
Abbeville

### Nord-Pas de Calais

#### Nord
| ID 943-033 | Armentières | Budova radnice se zvonicí | 50°41′11,22″ s. š., 2°52′56,64″ v. d. |
| ID 943-034 | Bailleul    | Budova radnice se zvonicí | 50°44′22,92″ s. š., 2°44′3,84″ v. d.  |
| ID 943-035 | Bergues     | Zvonice                   | 50°58′4,8″ s. š., 2°25′57,72″ v. d.   |
| ID 943-036 | Cambrai     | Věž kostela sv. Martina   | 50°10′27,12″ s. š., 3°13′55,66″ v. d. |
| ID 943-037 | Comines     | Budova radnice se zvonicí | 50°45′55,08″ s. š., 3°0′25,92″ v. d.  |
| ID 943-038 | Douai       | Budova radnice se zvonicí | 50°22′4,44″ s. š., 3°4′49,8″ v. d.    |
| ID 943-040 | Dunkerk     | Budova radnice se zvonicí | 51°2′15,36″ s. š., 2°22′36,48″ v. d.  |
| ID 943-039 | Dunkerk     | Věž kostela sv. Eligia    | 51°2′8,16″ s. š., 2°22′34,68″ v. d.   |
| ID 943-041 | Gravelines  | Zvonice                   | 50°59′12,48″ s. š., 2°7′33,96″ v. d.  |
| ID 943-042 | Lille       | Budova radnice se zvonicí | 50°37′50,16″ s. š., 3°4′11,28″ v. d.  |
| ID 943-043 | Loos        | Budova radnice se zvonicí | 50°36′54,25″ s. š., 3°0′53,17″ v. d.  |

#### Pas-de-Calais
| ID 943-044 | Aire-sur-la-Lys  | Budova radnice se zvonicí | 50°38′18,6″ s. š., 2°23′46,68″ v. d.  |
| ID 943-045 | Arras            | Budova radnice se zvonicí | 50°17′27,96″ s. š., 2°46′37,2″ v. d.  |
| ID 943-046 | Béthune          | Zvonice                   | 50°31′51,6″ s. š., 2°38′21,12″ v. d.  |
| ID 943-047 | Boulogne-sur-Mer | Budova radnice se zvonicí | 50°43′30″ s. š., 1°36′47,52″ v. d.    |
| ID 943-048 | Calais           | Budova radnice se zvonicí | 50°57′10,44″ s. š., 1°51′15,12″ v. d. |
| ID 943-049 | Hesdin           | Budova radnice se zvonicí | 50°22′22,8″ s. š., 2°2′10,68″ v. d.   |

### Pikardie

#### Somme
| ID 943-050 | Abbeville     | Belfry                       | 50°6′26,28″ s. š., 1°49′58,44″ v. d.  |
| ID 943-051 | Amiens        | Zvonice                      | 49°53′43,8″ s. š., 2°17′45,6″ v. d.   |
| ID 943-052 | Doullens      | Budova bývalé radnice s věží | 50°9′19,44″ s. š., 2°20′27,6″ v. d.   |
| ID 943-053 | Lucheux       | Věž původní městské brány    | 50°11′49,56″ s. š., 2°24′40,32″ v. d. |
| ID 943-054 | Rue           | Zvonice                      | 50°16′21″ s. š., 1°40′7,32″ v. d.     |
| ID 943-055 | Saint-Riquier | Zvonice                      | 50°8′3,12″ s. š., 1°56′47,04″ v. d.   |